# Гіропор каштановий
Гіропор каштановий, заячий гриб (Gyroporus castaneus (Bull. ex Fr.) Quél. Boletus castaneus Bull. ex Fr.) — вид базидіомікотових грибів родини гіропорові (Gyroporaceae).

## Опис

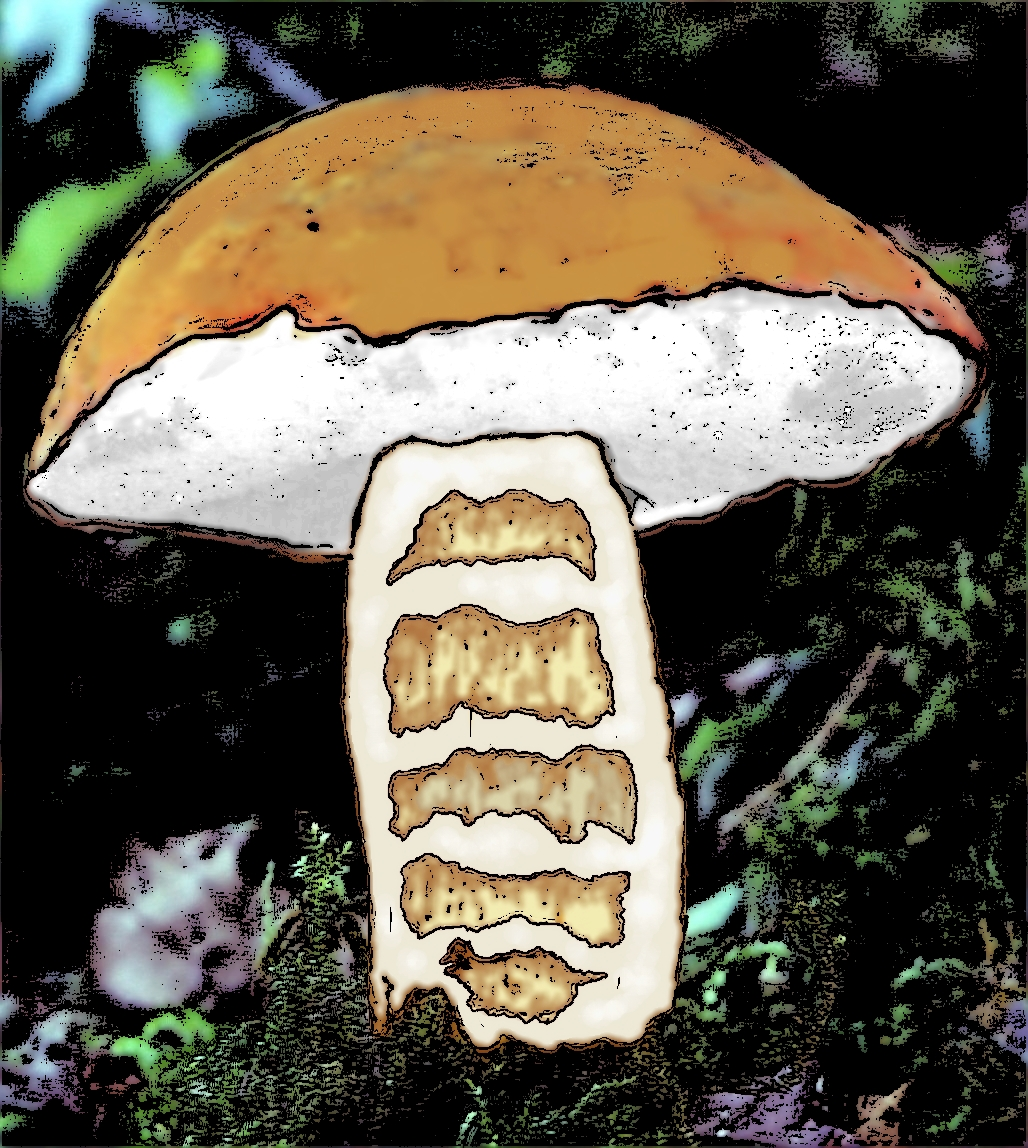
Порожнини у ніжці гриба

Шапинка 3—8 (12) см у діаметрі, опукло- або плоскорозпростерта, каштаново- або іржавокоричнева, суха, тонкоповстиста. Шкірка не знімається. Пори білі, згодом жовтуваті, округлі. Спори безбарвні, 8—1(12) Х 5—6,5(7) мкм. Спорова маса біла. Ніжка 4—7 Х 1—3 см, з порожнинами кольору шапинки, тонкоповстиста. М'якуш білий, коричнюватий, крихкий; при розрізуванні на повітрі колір не змінюється, з приємним смаком і запахом.

## Поширення та середовище існування
Гриб зустрічається по всій континентальній Європі та у Великій Британії, а також у східній частині Північної Америки, рідко в західній частині Північної Америки.
В Україні поширений по всій території. Росте невеликими групами або поодинці, в ектомікоризних відносинах з дубами (Quercus). Віддає перевагу кислотним і піщаним ґрунтам. Плодові тіла можна зустріти протягом літа і до осені (липень — жовтень).

## Практичне використання
Дуже добрий їстівний гриб. Використовують свіжим, про запас сушать.